# Instituto Nacional Agronómico de París
El Instituto Nacional Agronómico (en francés: Institut national agronomique), conocido como Agro, es una antigua escuela francesa de ingeniería en agronomía. Fue creada inicialmente en 1848 en la localidad de Versalles, en las Grandes caballerizas del castillo, antes de instalarse en la rue Claude-Bernard de París. Se fusionó en 1971 con la Escuela Nacional de Agronomía de Grignon para convertirse en el Instituto Nacional Agronómico París-Grignon (INA PG), la primera escuela francesa especializada en ciencias de la vida y que figura entre las primeras del ranking de escuelas de ingenieros agrícolas de Francia. El 1 de enero de 2007, INA P-G, la Escuela Nacional de Ingeniería Rural, Aguas y Bosques (ENGREF), y la Escuela Nacional de Industrias Agrícolas y Alimentarias (ENSIA) se fusionan en un solo establecimiento : el Instituto de Ciencias e Industrias de la Vida y del Medio Ambiente, más conocido como AgroParisTech.

## Historia

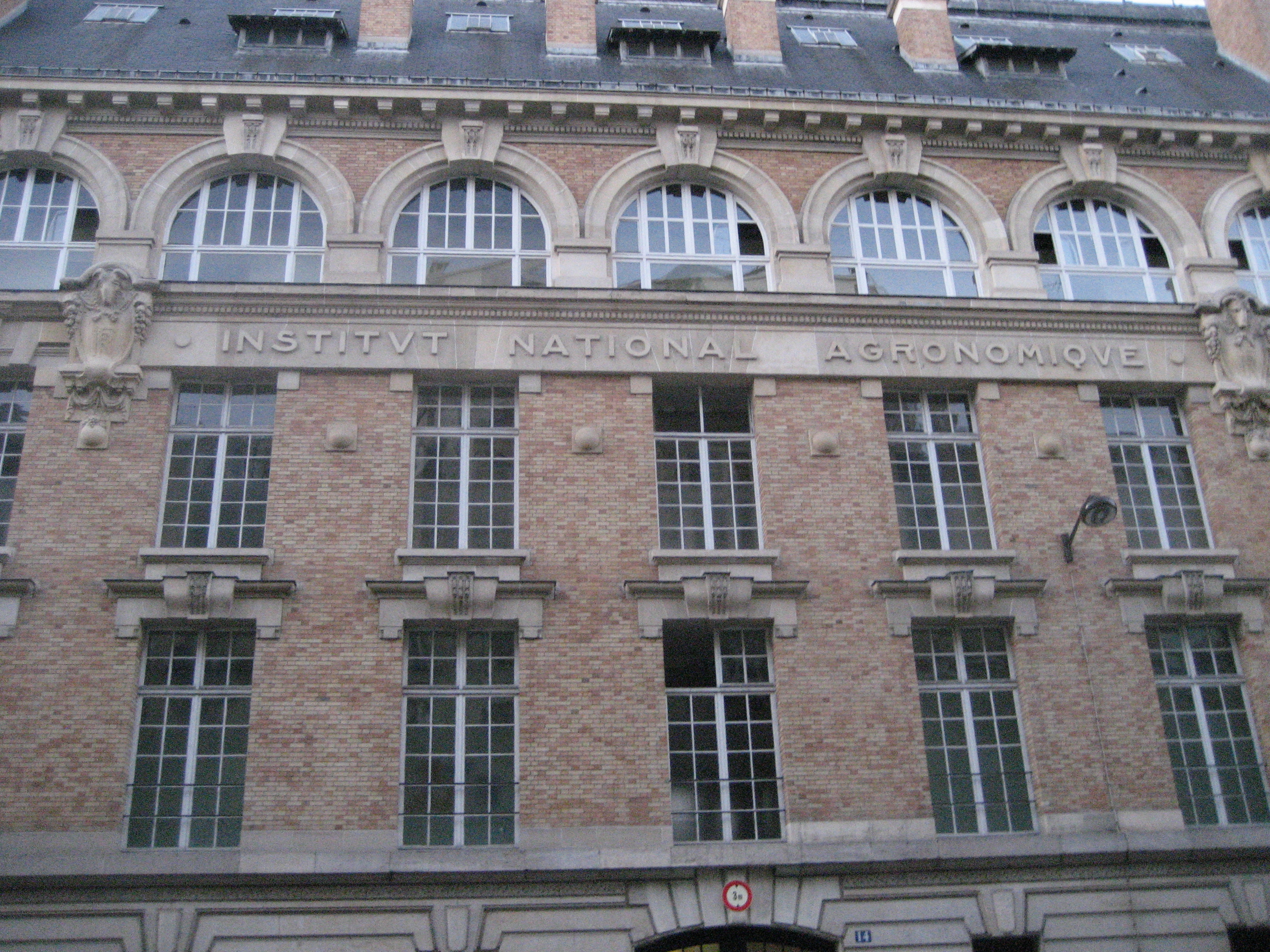
Instituto Nacional Agronómico de París.

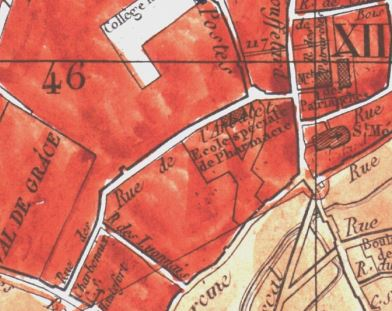
Ubicación de los edificios de la Facultad de Farmacia, rue de l'Arbalète antes de la construcción de la rue Gay-Lussac (rue Claude Bernard)- plano de París de Ambroise Tardieu, 1839.

El gobierno de la Segunda República francesa lo destina a los agricultores, a diferencia del Real Instituto Agronómico de Grignon, de iniciativa privada y destinado a los propietarios de tierras. Fue suprimido en 1852 y luego reconstituido en 1876 en París,  alojado en los locales del Conservatorio Nacional de Artes y Oficios de la rue Réaumur y dotado de campo de experimentos, con varios edificios asignados al servicio del Instituto en Vincennes. Pronto se quedó pequeño y el INA se trasladó en 1882 a los antiguos edificios que la Escuela Superior de Farmacia, abandonada ese mismo año en la rue de l'Arbalète (frente a la antigua rue des Postes) para instalarse en su nueva escuela en la avenue de l'Observatoire. La Facultad de Farmacia también abandonó su conocido jardín, sobre el que se construyeron nuevos edificios. 

## Directores
- Eugène Tisserand (1876-1879)
- Eugène Risler	(1879-1900)
- Paul Regnard	(1901-1917)
- Jean Lefèvre (1938-1944)
- Roger Blais (1957-1970)
- Philippe Olmer (1970-1975)
- Jacques Delage (1975-1989)

## Antiguos alumnos
- Joseph-Honoré Ricard
- Michel Cepède
- Camille Arambourg
- André-Henri Louis
- Henri Canonge
- Marc Dufumier
- René Jules Dubos
- René Dumont
- Gaston Guigonis
- Yves Henry
- Bernard Gavoty
- Pierre Julitte
- Mauricio Lemoigne
- Marcel Mazoyer
- Alain Robbe-Grillet
- Émile Schribaux
- François Sigaut
- Michel Houellebecq